# Cnidoscolus liebmannii
Cnidoscolus liebmannii är en törelväxtart som först beskrevs av Johannes Müller Argoviensis, och fick sitt nu gällande namn av Cyrus Longworth Lundell. Cnidoscolus liebmannii ingår i släktet Cnidoscolus och familjen törelväxter. Inga underarter finns listade i Catalogue of Life.